# Eduardo Cruz Sánchez
Eduardo Cruz Sánchez (Alcobendas, Madrid, 27 de febrer de 1985) és un cantant i compositor espanyol, germà menor de les actrius Penélope Cruz i Mónica Cruz.

## Biografia
Eduardo Cruz va néixer en
Alcobendas, Madrid (Espanya), en 1985. El seu interès per la música va començar a una edat molt primerenca i va començar a compondre als 14 anys. Al principi de la seva carrera, el nom d'Eduardo es va associar amb èxit amb l'escena del pop hispà, però no prendria molt temps perquè ell trobés el seu veritable amor i fer una transició artística i creativa en la música electrònica i el cinema. En 2011, Eduardo participa en el seu primer projecte cinematogràfic en compondre un tango que estableix el to de la relació dels dos personatges principals de la pel·lícula Pirates of the Caribbean: On Stranger Tides, dirigida psr Rob Marshall. En 2012, es compositor de la banda sonora de la película Venuto al mondo, dirigida per Sergio Castellitto. En 2015 participa com a compositor en la pel·lícula Ma ma, dirigida por Julio Medem. Ha tingut algunes incursions en el món de la publicitat en compondre música per a les campanyes comercials de marques internacionals com Lancome, L'Oréal, Liverpool, Epson, Agent Provocateur i Nintendo, entre d'altres.

## Bandes sonores
- Pirates of the Caribbean: On Stranger Tides (2011) (participa com a col·laborador)
- Venuto al mondo (2012) (compositor)
- Ma ma (2015) (participa com a col·laborador)
- En los márgenes (2022) (autor de la cançó principal amb Rozalén)

## Vida personal
És germà de les actrius Penélope Cruz i Mónica Cruz. Al març de 2011 va iniciar una relació amb l'actriu Eva Longoria. La relació va acabar en 2012. L'any 2018 va començar una relació amb l'actriu i model argentina Eva de Dominici. El 6 d'octubre de 2019 es van convertir en pares per primera vegada d'un nen al qual van anomenar Caire Cruz, nascut en una clínica de Los Angeles, Califòrnia.

## Discografia
- Cosas que contar (2006)[4]

## Nominacions i premis
Als XXXVII Premis Goya fou nominat a la Millor cançó original juntament amb Rozalén per En los márgenes.